# Берсел
Берсел (на нидерландски: Beersel) е селище в Централна Белгия, окръг Хале-Вилворде на провинция Фламандски Брабант. Населението му е около 23 400 души (2006).

## Известни личности
Родени в Берсел
- Гийом Дюфе (1397-1474), композитор